# Theten
Die Theten (Plural von altgriechisch θής thēs ‚Lohnarbeiter, Tagelöhner‘) waren die untere der vier Zensusklassen in der Verfassung des athenischen Staatsmanns Solon. Dabei handelte es sich um die grundbesitzlose, freie Unterklasse wie Handwerker, Lohnarbeiter und Händler. Formal bestimmte sich der Status danach, wer weniger als 200 Scheffel erntete. Die Theten besaßen zunächst lediglich das aktive Wahlrecht, durften aber keine Ämter übernehmen. Sie waren zwar Mitglied der Volksversammlung, jedoch war ihr Gewicht im Gegensatz zu den Hopliten gering, da es sich von selbst verstand, sich in außenpolitischen Fragen zurückzuhalten, wenn man diese nicht bewaffnet umsetzt. Da sie zu keinem Oikos gehörten, war ihre soziale Stellung noch schlechter als die einiger Sklaven, denn sie mussten auf fremden Landgütern arbeiten, was als Schande galt. Im Krieg dienten sie als Leichtbewaffnete und seit Themistokles auch als Ruderer in der Flotte. Der Aufstieg zu den Ruderern während der Perserkriege war unabdingbar für die Entstehung der Demokratie in Athen. Unter anderem führte die durch den geleisteten Kriegsdienst gewonnene Achtung zu einer politischen Bedeutungssteigerung – erstmals besaßen damit alle vier Zensusklassen politische Rechte. 
Die anderen drei Zensusklassen sind Pentakosiomedimnoi, Hippeis und Zeugiten.
Siehe auch: Attische Demokratie